# Garry Marshall
Garry Kent Masciarelli (født 13. november 1934 i Bronx, New York, død 19. juli 2016 i Burbank, Californien) var en amerikansk filminstruktør og skuespiller.
Marshall var bror til Penny Marshall.
Efter mangeårig erfaring som producent og manuskriptforfatter af fjernsynskomedieserier debuterede han som filminstruktør i 1982. Efter bl.a. The Flamingo Kid (1984) med Matt Dillon lavede han biografsuccessen Overboard (Pige overbord, 1987) med Goldie Hawn og Kurt Russell. Han fik en stor kommerciel succes med Pretty Woman (1990), som lancerede Julia Roberts, og har siden instrueret bl.a. Frankie and Johnny (1991) og The Princess Diaries (Prinsesse eller ej, 2001).

## Instruktion
- Lægevagten (1982)
- Flamingo Kid (1984)
- Intet tilfælles (1986)
- Pige overbord (1987)
- Friends (1988)
- Pretty Woman (1990)
- Frankie and Johnny (1991)
- Exit to Eden (1994)
- Dear God (1996)
- The Other Sister (1999)
- Runaway Bride (1999)
- Prinsesse eller ej (2001)
- Raising Helen (2004)
- Prinsesse eller ej 2 (2004)
- Georgia Rule (2007)
- Valentine's Day (2010)
- New Year's Eve (2011)
- Mother's Day (2016)